# DARKNESS II
『DARKNESS II』（ダークネス ツー）は、1996年12月21日に発表された浅川マキのベストアルバムである。

## 解説
- 浅川マキ ゼロアワーシリーズ・ベストアルバム第2弾。「幻」（本多俊之の世界と浅川マキ―DUO）、「ゼロアワー」（BOBBY WATSONとその友達のなかで歌う）の2枚組[1]。
- DISC 1は本多俊之とのDUO作品（『幻の女たち』『幻の男たち』）からのコンピレーション。DISC 2はボビー・ワトソンはじめ外国人ミュージシャンとのコラボレーション作品（『Nothing at all to lose』『UNDERGROUND』『こぼれる黄金の砂』『 黒い空間』）からのコンピレーション。

## 収録曲
なお、曲名後の〈〉内はオリジナルアルバム名。

### DISC 1 幻
本多俊之の世界と浅川マキ～DUO
1. 夢なら〈幻の男たち〉
  - 作詞：浅川マキ／作曲：本多俊之
2. 花火〈幻の男たち〉
  - 作詞・作曲／浅川マキ
3. 街の女〈幻の男たち〉
  - 作詞・作曲／浅川マキ
4. 炎の向こうに〈幻の男たち〉
  - 作詞：浅川マキ／作曲：本多俊之
5. また聞こえて来るワルツ〈幻の男たち〉
  - 作詞：浅川マキ／作曲：本多俊之
6. 夜の匂い〈幻の女たち〉
  - 作詞・作曲／浅川マキ(INCLUDE"夜が明けたら"作詞・作曲／浅川マキ)
7. メッセージ〈幻の女たち〉
  - 作詞：浅川マキ／作曲：本多俊之
8. ジン・ハウス・ブルース〈幻の女たち〉
9. La Valse／ラ・ヴァルセ―女たちのボレロ―〈幻の女たち〉
  - 作詞：浅川マキ／作曲：本多俊之
10. 男からの声〈幻の女たち〉
  - 作詞：浅川マキ／作曲：本多俊之
11. Rapsodie de la Russie―ラプソディ デュ ラ リュシィ―〈幻の女たち〉
  - 作曲：本多俊之
12. 四重奏〈幻の男たち〉
  - 作詞：浅川マキ／作曲：本多俊之
13. 放出したエナジー〈幻の女たち〉
  - 作詞：森脇美貴夫／作曲：浅川マキ
14. 電文「カツテニ シテヨ」〈幻の男たち〉
  - 作詞：浅川マキ／作曲：本多俊之
15. 九月〈幻の男たち〉
  - 作詞：浅川マキ／作曲：本多俊之

### DISC 2 ゼロアワー
BOBBY WATSONとその友達のなかで歌う
1. ZERO HOUR〈こぼれる黄金の砂 -What it be like-〉
  - 作詞：浅川マキ, Cecil Monroe／作曲：浅川マキ

山内テツ：Guitar
土方隆行：Guitar
Bobby Watson：Bass
Cecil Monroe：Drums, Vocal
2. 放し飼い〈こぼれる黄金の砂 -What it be like-〉
  - 作詞・作曲／浅川マキ

土方隆行：Guitar
ホッピー神山：Keyboard
Bobby Watson：Bass
Cecil Monroe：Drums
3. MUSIC LOVE〈こぼれる黄金の砂 -What it be like-〉
  - 作詞・作曲：Cecil Monroe／日本語詞：浅川マキ

植松孝夫：Tenor Sax
山内テツ：Guitar
渋谷毅：Keyboard
ホッピー神山：Keyboard
Bobby Watson：Bass
Cecil Monroe：Drums, Vocal
4. あんたが古いブルースを歌えと言うから〈こぼれる黄金の砂 -What it be like-〉
  - 作詞：浅川マキ／作曲：Bobby Watson

植松孝夫：Tenor Sax
土方隆行：Guitar
Bobby Watson：Bass, Keyboard
Cecil Monroe：Drums
5. ワルツに抱かれて(1994新録)〈黒い空間〉
  - 作詞：浅川マキ／作曲：山内テツ、本多俊之、浅川マキ

Gemi Taylor：Guitar
Keith R. Haines：：Keyboard
Bobby Watson：Bass
David C. Brown：Drums
6. ちょうどいい時間〈UNDERGROUND〉
  - 作詞：浅川マキ／作曲：Bobby Watson

植松孝夫：Tenor & Baritone Sax
Tony Maiden：Guitar
Bobby Watson：Bass
Ricky Lawson：Drums
7. YS・ムーンライト〈UNDERGROUND〉
  - 作詞：浅川マキ／作曲：Bobby Watson

本多俊之：Alto & Soprano Sax
Tony Maiden：Guitar
Bobby Watson：Bass
Ricky Lawson：Drums
8. 夜のカーニバル〈UNDERGROUND〉
  - 作詞：浅川マキ／作曲：Bobby Watson

Bobby Watson：Keyboard, Bass
Carl Moore：Keyboard
9. あたしたち〈UNDERGROUND〉
  - 作詞：浅川マキ／作曲：Bobby Watson

植松孝夫：Tenor Sax
本多俊之：Keyboard
Tony Maiden：Guitar
Bobby Watson：Bass
Ricky Lawson：Drums
Penelope Peabody：Vocal
10. トレモロ〈Nothing at all to lose〉
  - 作詞：浅川マキ／作曲：Tony Maiden／編曲：Bobby Watson、本多俊之

本多俊之：Keyboard
Tony Maiden：Guitar
Bobby Watson：Bass
Andre Fisher：Drums

## 演奏者
DISC 1
- 浅川マキ：VOCAL
- 本多俊之：全・演奏・編曲

DISC 2
- 浅川マキ：VOCAL
- Andre Fisher：Drums
- Bobby Watson：Bass, Keyboard
- Carl Moore：Keyboard
- Cecil Monroe：Drums, Vocal
- David C. Brown：Drums
- Gemi Taylor：Guitar
- Keith R. Haines：：Keyboard
- Penelope Peabody：Vocal
- Ricky Lawson：Drums
- Tony Maiden：Guitar
- ホッピー神山：Keyboard
- 山内テツ：Guitar
- 渋谷毅：Keyboard
- 植松孝夫：Tenor & Baritone Sax
- 土方隆行：Guitar
- 本多俊之：Alto & Soprano Sax, Keyboard

## レコーディング・スタッフ
- 吉野金次：Recording-Mixing & Remastering Engineer
- 坂元達也：Recording & Mixing Engineer
- 福田豊光：Recording & Mixing Engineer
- 藤田和明：Special Thanks
- 小泉純次：Mastering Engineer
- 松村宗：Studio Coordinator
- 柴田徹：Mastering Engineer & Producer
- 田村仁：Photography
- 小島みどり：Editor
- 澤和幸：Front Cover Design
- 加茂啓太郎：Director
- 水谷淳一：Promotion
- 下河辺晴三：Executive Producer
- 中曽根純也：Executive Producer